# チグハグ
「チグハグ」は、THE SUPER FRUITの1枚目のシングル。2022年8月31日につばさレコーズより発売された。

## 概要
2021年10月1日に結成されたつばさ男子プロダクションの7人組アイドルグループ・THE SUPER FRUITのデビューシングルである。2022年8月3日にTikTokに公式音源が登録され、8月6日にYouTubeでミュージックビデオが公開された。8月31日、初回限定盤（CD＋DVD）と通常盤（CDのみ）の2形態で発売された。
TikTokではダンス動画の音源として引用される一方で、チグハグな失敗エピソードを紹介した最後に「それでは聴いてください、『チグハグ』」と締めくくる大喜利動画の素材としても使われ、リリース直後から大きな注目を浴びた。
ダンスの振付はCRE8BOYが担当した。メンバーのフォーメーションが次々と入れ替わり、それぞれが異なる振付を踊る箇所もある。

## 記録
- 「チグハグ」の音源を使ったTikTok動画は、2022年11月時点で12万本以上が投稿され、視聴回数は12億回を超えた[8]。
- Spotifyの「バイラルチャート」で17日間連続1位を記録[9]。
- 「チグハグ」が2022年インスタ流行語大賞を受賞した[10]。
- ビルボードの「TikTok Weekly Top 20」では6週連続首位を記録した[11][12]。
- 「それでは聴いてください、チグハグ」がTikTok流行語大賞2022の大賞を受賞した[13]。

## 収録曲

### 通常盤
CD
1. チグハグ
作詞・作曲：サトダユーリ、編曲：木下龍平
2. Someday
作詞・作曲：堀切裕真、編曲：鎌田瑞輝
3. ボーナスラジオ「THE SUPER FRUITのみんな違ってみんないい!チグハグタイム」[14]

### 初回限定盤
CD
1. チグハグ
2. Someday

DVD
1. チグハグ MUSIC VIDEO
2. チグハグ MVメイキング映像
3. 「スパ世が 7日間!! 70時間!! 6泊7日のGW強化合宿!! 〜CDデビューへの武者修行〜」密着ドキュメンタリー スパフルフォーカスver.[15]